# Трашиянгце (дзонгхаг)

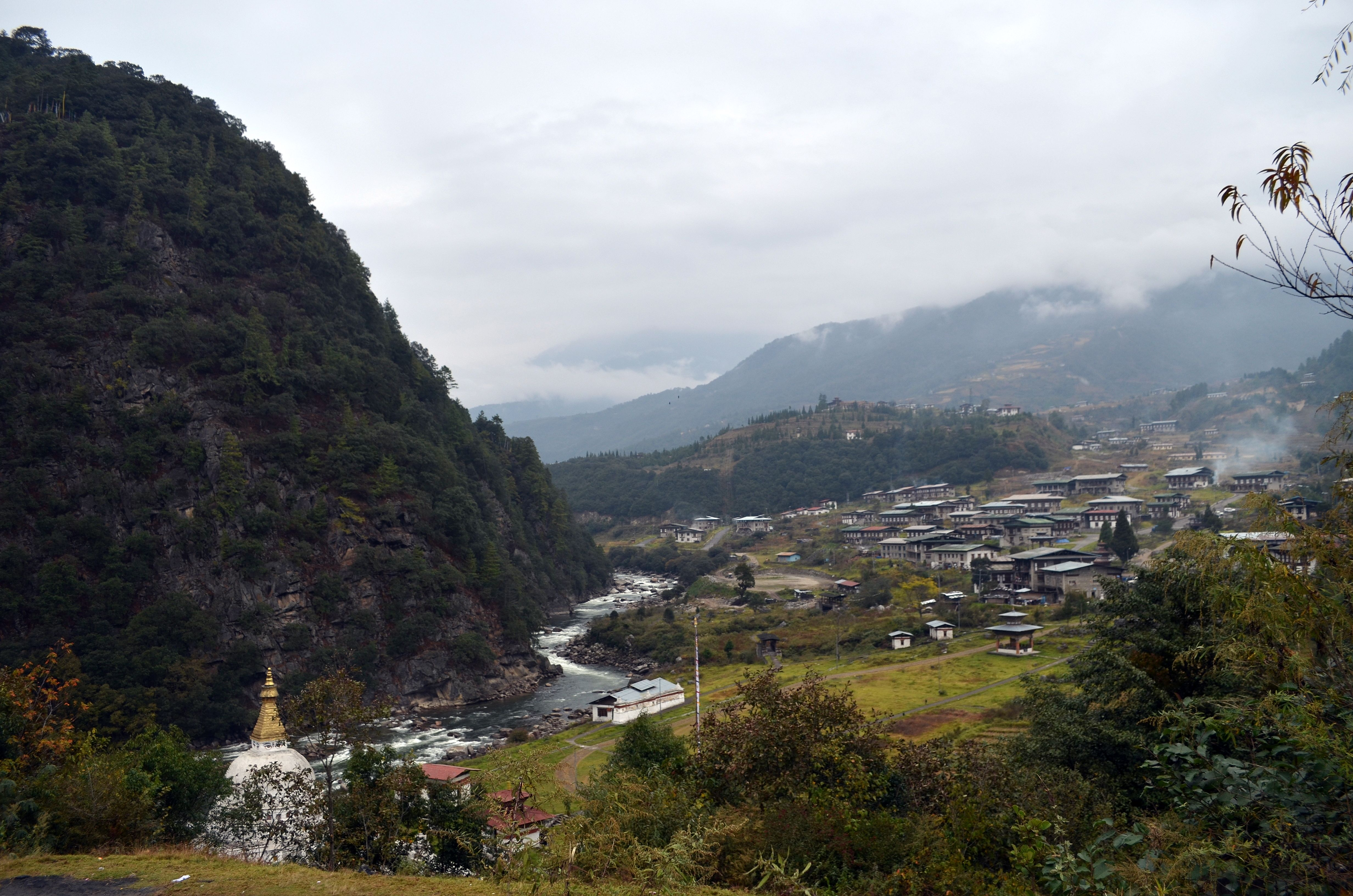
вид города Трашиянгце

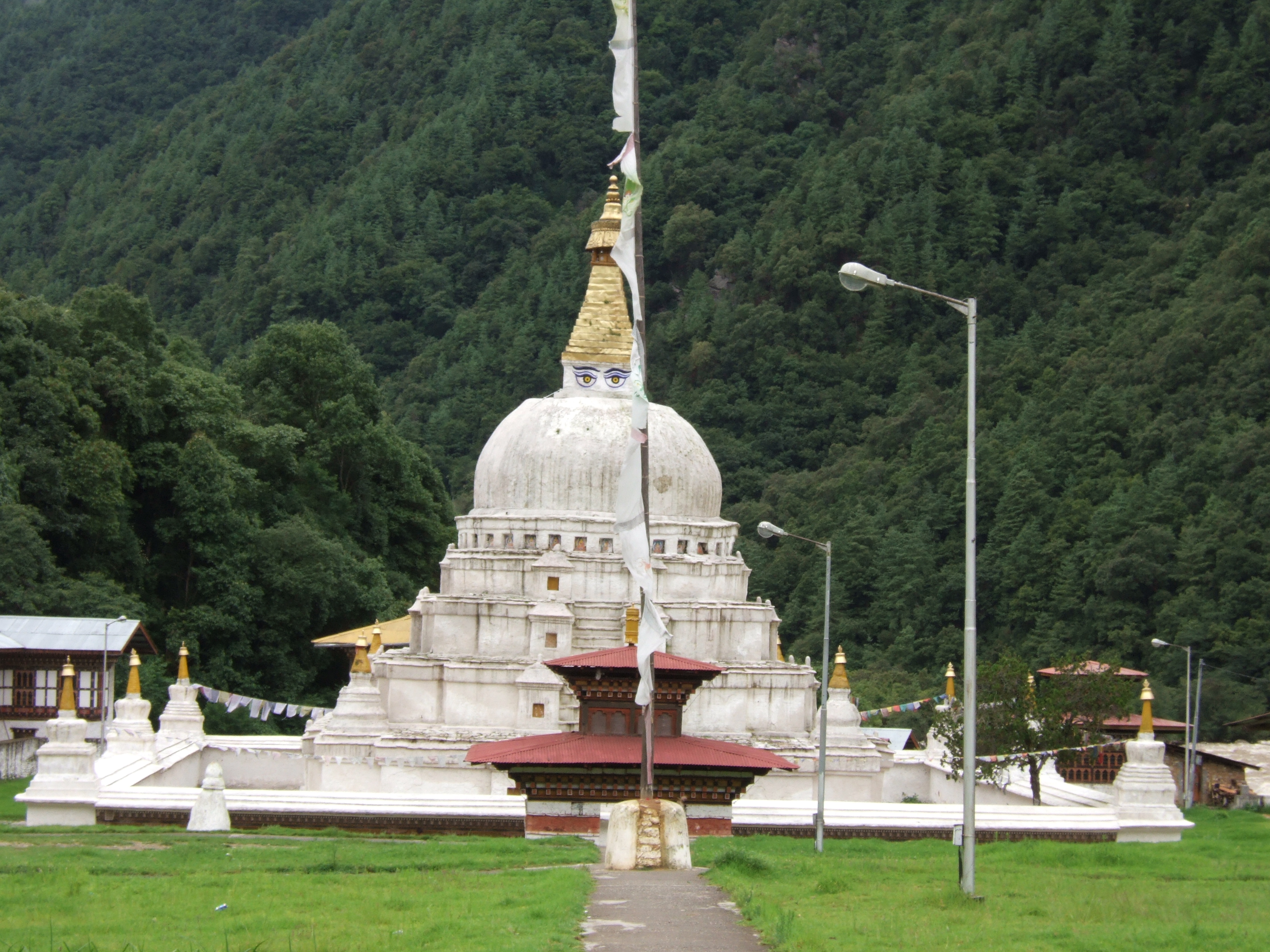
Кора-чортен

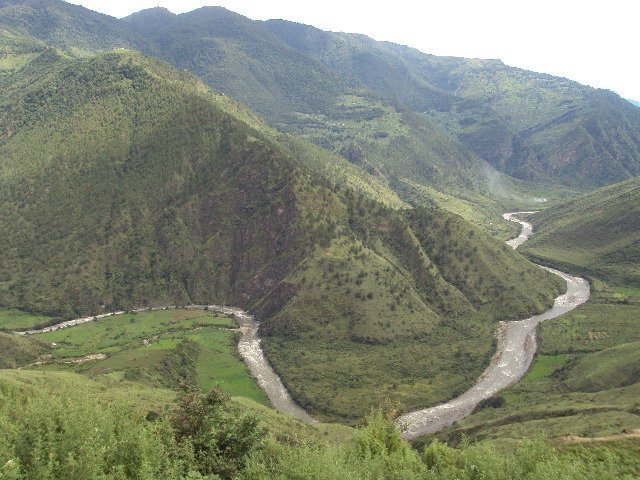
Вид со стороны деревни Кхамданг

Трашиянгце или Ташиянгце (дзонг-кэ བཀྲ་ཤིས་གྱང་ཙེ་རྫོང་ཁག་, вайли Bkra-shis Gyang-tse rdzong-khag) — дзонгхаг в Бутане, относится к восточному дзонгдэю. Административный центр — Трашиянгце. Дзонгхаг был образован в 1992 году за счёт выделения из дзонгхага Трашинанг.
Некоторую территорию дзонгхага занимает часть заказника Бумделинг.

## Административное деление
В состав дзонгхага входят 8 гевогов:
- Бумделинг[нем.]
- Джамкхар
- Кхамданг[англ.]
- Рамджар
- Тоецо
- Томжангцен
- Трашиянгце
- Яланг

## Достопримечательности
- Кора-чортен — буддийская ступа около реки Кулонг Чу.
- Ригсам-гомпа (англ. Rigsum Goenpa) в гевоге Бумделинг.[2][3]
- Ценгкхарла-дзонг (англ. Tshenkharla Dzong)[3].